# Els Hostalets de Tost
Els Hostalets de Tost, również: Els Hostalets – miejscowość w Hiszpanii, w Katalonii, w prowincji Lleida, w comarce Alt Urgell, w gminie Ribera d’Urgellet.
Według danych INE w 2020 roku liczyła 11 mieszkańców – 5 mężczyzn i 6 kobiet. 